# Xestia dernarius
Xestia dernarius là một loài bướm đêm trong họ Noctuidae.